# Harry Ashmore
Harry Scott Ashmore (n. 28 iulie 1916, Greenville⁠(d), Carolina de Sud, SUA – d. 20 ianuarie 1998, Santa Barbara, California, SUA) a fost un jurnalist american care a câștigat în 1957 un premiu Pulitzer pentru editorialele sale referitoare la conflictul integrării școlare din Little Rock, Arkansas.

## Începutul carierei
Ashmore s-a născut în Greenville, Carolina de Sud, la 28 iulie 1916. A urmat cursurile Greenville High School și ale Clemson Agricultural College, unde a absolvit cu o licență în științe în 1937. A arătat calități timpurii în domeniul jurnalismului, ocupând funcția de redactor al ziarelor studențești atât la Liceul Greenville, cât și la Colegiul Clemson. După absolvirea Colegiului Clemson, Ashmore a lucrat ca reporter de ziar, mai întâi la Piedmont Greenville și apoi la Greenville News. În 1940 s-a căsătorit cu Barbara Edith Laier, profesoară de educație fizică la Universitatea Furman. Ashmore a obținut o bursă Nieman la Universitatea Harvard în 1941. Când Statele Unite ale Americii s-au implicat în cel de-al Doilea Război Mondial în decembrie 1941, Ashmore a părăsit Harvardul pentru a se înrola în Armata Statelor Unite ale Americii și a ocupat funcția de ofițer de operațiuni (avansând până la gradul de locotenent-colonel) în Divizia 95 Infanterie din cadrul Armatei a 3-a a Statelor Unite. După război, Harry Ashmore a devenit redactor editorial la Charlotte News (în Charlotte, Carolina de Nord).

## Arkansas Gazette
În 1947 Ashmore a fost recrutat ca redactor editorial la Arkansas Gazette din Little Rock, Arkansas. În scurt timp a devenit redactorul-șef al ziarului și a dobândit o reputație de gânditor liberal moderat. În 1951 guvernatorul Sid McMath al statului Arkansas l-a invitat pe Ashmore să se adreseze Conferinței Guvernatorilor Statelor din Sud, care a avut loc la Hot Springs, Arkansas. Ashmore a ținut un discurs cu privire la drepturile civile, un subiect controversat în statele sudiste, iar ziarele de pe tot cuprinsul Statelor Unite ale Americii au retipărit discursul sau fragmente din el.
Ashmore a scris prima dintre cele unsprezece cărți ale sale în 1954. The Negro and the Schools a fost un raport cu privire la un studiu al Fundației Ford despre educația segregată din statele sudiste. El a fost publicat cu puțin timp înainte ca Curtea Supremă de Justiție a Statelor Unite ale Americii să emită decizia de a pune capăt segregării școlare în procesul Brown v. Board of Education. Judecătorul șef Earl Warren i-a spus ulterior lui Ashmore că raportul său a fost folosit ca sursă în timpul redactării regulamentului de punere în aplicare a hotărârii judecătorești în 1955, decizie cunoscută sub numele de Brown II.
Tot în 1954, Ashmore a venit în sprijinul lui Orval Faubus, care candida pentru postul de guvernator al statului Arkansas. Francis Cherry, guvernatorul în funcție, a încercat să-l defăimeze pe Faubus, dezvăluind că acesta din urmă a urmat studii la Commonwealth College, o școală cu orientare socialistă din Arkansas. La început, Faubus a încercat să nege acuzația, dar Cherry a adus documente care-i probau afirmațiile. Nemulțumit de tactica lui Cherry, Ashmore a scris un discurs în care Fabus răspundea acestor acuzații. Discursul a avut succes și a salvat cariera politică a lui Faubus. În 1955 Ashmore și-a luat un concediu de un an pentru a lucra la campania prezidențială a lui Adlai Stevenson.
În 1957 instanțele federale au dispus integrarea școlilor din districtul școlar Little Rock, declanșând criza din Little Rock. Guvernatorul Faubus a contestat ordonanța judecătorească, în timp ce Ashmore a scris un editorial în care a cerut respectarea legii. Această poziție divergentă a pus capăt prieteniei dintre cei doi. Ashmore a devenit un element de unire al moderaților și liberalilor din Arkansas și o persoană urâtă de segregaționiști, care l-au etichetat ca un carpetbagger. În 1958 Arkansas Gazette a câștigat premiul Pulitzer pentru serviciu public „pentru că a demonstrat cele mai înalte calități de activism civic, responsabilitate jurnalistică și curaj moral în fața unei mari tensiuni publice în cursul crizei integrării școlare din 1957. Acoperirea jurnalistică neînfricată și complet obiectivă a știrilor, la care se adaugă politica motivată și moderată, au făcut mult pentru a restabili calmul și ordinea într-o comunitate surescitată, reflectând marea încredere de care se bură redactorii și conducerea sa. În același an, Harry Ashmore a câștigat Premiul Pulitzer pentru editorial „pentru forța, analiza imparțială și claritatea editorialelor sale despre conflictul integrării școlare din Little Rock. În 1959, Adunarea Generală a statului Arkansas a adoptat o rezoluție pentru redenumirea Toad Suck Ferry în Ashmore Landing. Guvernatorul Faubus a respins acea rezoluție pe motiv că schimbarea numelui ar defăima un loc binecunoscut de debarcare.

## Activitatea ulterioară
În 1959 Ashmore a părăsit Arkansas Gazette și s-a mutat la Santa Barbara, California, unde s-a înscris în organizația Center for the Study of Democratic Institutions. A îndeplinit funcția de președinte al Centrului din 1969 până în 1974. El a ocupat, de asemenea, postul de redactor-șef al Encyclopædia Britannica din 1960 până în 1963 și, ulterior, ca director de cercetare editorială. Ashmore a primit premiul literar Robert F. Kennedy pentru întreaga carieră pentru 1995-1996.
În 1967 și 1968 Harry Ashmore a călătorit în Vietnamul de Nord, împreună cu Bill Baggs (redactor al The Miami News) într-o misiune particulară de pace. În timp ce se aflau acolo, l-au intervievat pe Ho Și Min și au încercat să afle cum s-ar putea pune capăt Războiului din Vietnam. El a vorbit despre experiența sa din Vietnam în filmul documentar În anul porcului (1968).
Harry Ashmore a murit la Santa Barbara, California, în 20 ianuarie 1998.

## Legături externe
- The Crisis Mr. Faubus Made (Gazette editorial about Little Rock's desegregation crisis by Henry Ashmore)
- Harry Ashmore Arhivat în 8 februarie 2017, la Wayback Machine. intervievat de Mike Wallace în cadrul The Mike Wallace Interview, 29 iunie 1958